# Ак Мйойор
«Ак Мйойор» — радянський чорно-білий телефільм 1969 року, знятий режисером Мелісом Убукєєвим знятий на студії «Киргизтелефільм».

## Сюжет
Телефільм за народною легендою.

## У ролях
- Таттибюбю Турсунбаєва — головна роль
- Болот Бейшеналієв — головна роль
- Муратбек Рискулов — епізод
- Совєтбек Джумадилов — епізод
- Джапар Садиков — епізод
- Орозбек Кутманалієв — епізод
- С. Сейдалієв — епізод
- М. Киштобаєв — епізод
- Насир Кітаєв — епізод
- Даркуль Куюкова — епізод
- Аширали Боталієв — епізод
- Садкбек Джаманов — епізод
- Шайїрбек Кобегенов — епізод
- Сайнабубу Джунушалієва — епізод
- Тургун Бєрдалієв — Баян
- Турсун Чокубаєва — епізод
- Медель Маніязов — епізод
- Імаш Ешимбеков — епізод
- К. Табалдієв — епізод

## Знімальна група
- Режисер — Меліс Убукєєв
- Сценаристи — Тологон Касимбеков, Меліс Убукєєв
- Оператор — Володимир Котов
- Композитори — Б. Макєєв, Юрій Шеїн
- Художник — Віктор Тихоненко